# جبالة (حديبو)

تعديل مصدري - تعديل

جبالة إحدى قرى مديرية حديبو التابعة لمحافظة سقطرى، بلغ تعداد سكانها 4 نسمة حسب تعداد اليمن لعام 2004.